# Vergeten molspin
De vergeten molspin (Robertus neglectus) is een spinnensoort uit de familie van de kogelspinnen (Theridiidae). De wetenschappelijke naam van de soort werd, als Neriene neglecta, in 1871 gepubliceerd door Octavius Pickard-Cambridge.